# پورپورین
پورپورین (انگلیسی: 1,2,4-Trihydroxyanthraquinone) مادهٔ قرمز رنگ به فرمول c14h5o2(oh)3 که در رنگ سازی کاربرد دارد.
پورپورین با دندانه نوعی از املاح آلومینیوم، پشم را به رنگ قرمز مایل به آبی درمی‌آورد. این مادّه طی نوعی فرایند نگهداری دارای رنگ می‌شود.